# Đại Hán hiền hậu Vệ Tử Phu
Đại Hán hiền hậu Vệ Tử Phu (chữ Hán: 大汉贤后卫子夫; tiếng Anh: The Virtuous Queen of Han), tên khác là Vệ Tử Phu (卫子夫), là bộ phim truyền hình phát sóng năm 2014 với đề tài cung đấu, kể về cuộc đời của Hiếu Vũ Tư Hoàng hậu Vệ Tử Phu, một nhân vật có thật sống vào thời Hán Vũ Đế của nhà Hán trong lịch sử Trung Quốc.
Phim được Hoa Sách ảnh thị và Now TV Hong Kong hợp tác sản xuất. Giám chế Mai Tiểu Thanh từng khẳng định Đại Hán hiền hậu Vệ Tử Phu có cốt truyện tương tự Thâm cung nội chiến và Cung tâm kế của TVB, tuy nhiên phim không chỉ tập trung vào vấn đề tranh chấp hậu cung, mà là một bộ phim lịch sử miêu tả một cách trung thực cuộc đời đầy gian truân, biến động của vị hoàng hậu tại vị 38 năm rồi qua đời đầy uẩn khúc của nhà Hán. "Không tranh đấu, không phô trương và không lộ cảnh nóng, văn hóa thời Hán rộng và sâu, vẫn đang được coi trọng ở cả phương Đông và phương Tây. Vệ Tử Phu không xem hoàng cung là chiến trường, bà xem đó là gia đình. Bộ phim truyền tải các giá trị của tình thân và tình huynh đệ", Mai Tiểu Thanh nói.
Bộ phim quy tụ dàn diễn viên nổi tiếng và có thực lực như Lâm Phong, Vương Lạc Đan, Châu Lệ Kỳ, Thẩm Thái, Trần Sa Lợi, Du Tiểu Phàm, Trịnh Viên Nguyên, Từ Chính Khê....

## Nội dung chính
Đại Hán Hiền Hậu Vệ Tử Phu kể về cuộc đời của Vệ Tử Phu - Hoàng hậu thứ 2 của Hán Vũ Đế Lưu Triệt.
Thời Hán Cảnh Đế, Lưu Triệt (Lâm Phong đóng) phải cạnh tranh với Thái tử và mười mấy huynh đệ. Vương Hoàng hậu - mẹ Lưu Triệt muốn có sự ủng hộ từ Quán Đào Công chúa nên buộc anh lấy con gái bà ta là Trần Kiều (Trịnh Viên Nguyên đóng). Nhờ Quán Đào tương trợ, Lưu Triệt thuận lợi thay ngôi Thái tử, rồi đăng cơ sau khi Cảnh Đế băng hà.
Phim bắt đầu vào năm 139 TCN, Lưu Triệt tuy là Hoàng đế, nhưng quốc gia đại sự vẫn bị Đậu Thái hoàng thái hậu chi phối. Hoàng hậu Trần Kiều, cậy thế là cháu ngoại của Thái hoàng thái hậu nên tác oai tác quái, chèn ép phi tần khiến Lưu Triệt vô cùng chán ghét. Một ngày nọ, anh đến phủ Bình Dương Công chúa, Bình Dương lệnh các cung nữ ra múa hát trước mặt Lưu Triệt. Trong số đó, anh chỉ chú ý đến một mình Vệ Tử Phu (Vương Lạc Đan đóng). Thấy vậy, Bình Dương dâng Tử Phu cho Lưu Triệt, nàng được anh sủng hạnh và đưa về hậu cung.
Đoàn Hoành (Từ Chính Khê đóng) - thị vệ của Lưu Triệt vốn cùng Tử Phu là thanh mai trung mã. Vào giây phút gặp lại, chứng kiến nàng trở thành phi tử của Lưu Triệt nên anh quyết chôn chặt tình cảm, âm thầm ở bên bảo hộ cho nàng. Sau khi nhập cung, Tử Phu đối mặt với muôn ngàn sóng gió, bị mẹ con Trần Kiều vu cáo, hãm hại, liên lụy em trai là Vệ Thanh, ngoài ra Thái hoàng thái hậu và Hoàng thái hậu luôn có thành kiến nên nàng phải chịu oan ức, tủi nhục. Nhờ Lưu Triệt anh minh sáng suốt, nàng đã vượt qua mọi gian khó, trở thành Hoàng hậu thứ hai của anh, tại vị suốt 38 năm - lâu nhất trong lịch sử nhà Hán. Tưởng như có cuộc sống viên mãn thì sau khi sinh đứa con thứ 4 là Lưu Cứ, nàng mắc bệnh không thể sinh thêm được. Lưu Triệt chỉ có một con trai nên buộc phải nạp thiếp. Tử Phu bắt đầu san sẻ sự sủng ái của phu quân, ngoài ra đương đầu với mưu mô của các phi tần. Liệu nàng và Lưu Triệt có thể phu thê ân ái, bên nhau trọn đời?

## Phân vai

### Nhân vật chính
| Diễn viên                  | Nhân vật lịch sử     | Vai diễn                                                           | Cư ngụ | Ghi chú |
| Vương Lạc Đan (王珞丹)     | Hiếu Tư Vệ Hoàng hậu | Vệ Tử Phu (衛子夫)                                                 | Bình Dương phủ (平阳府) Dịch đình (掖庭) Bắc cung (北宮) Dịch đình (掖庭) Lan Lâm điện (蘭林殿) Bắc cung (北宮) Lan Lâm điện (蘭林殿) Tiêu Phòng điện (椒房殿) | Bình Dương phủ cung nữ (平阳府宮女) → Vệ cơ (衛姬) → Vệ phu nhân (衛夫人) → Hoàng hậu (皇后) Xuất thân hàn vi, cầm kì thi họa, am hiểu tình hình bá tánh. Từ nhỏ sống với nhiều anh chị em nên rất trọng tình thân, đặc biệt yêu thương người em trai Vệ Thanh. Tỷ đệ nàng được Bình Dương Công chúa thu nạp nên làm việc trong Bình Dương phủ. Lưu Triệt đến thăm Công chúa, phải lòng Tử Phu nên sủng hạnh rồi đưa về hậu cung. Tử Phu bị Hoàng hậu Trần Kiều và Quán Đào công chúa dùng yêu sách như: gièm pha với Thái hoàng thái hậu, không cho Lưu Triệt gần gũi, vu oan hạ độc Nhuế cơ - phi tần của Tiên đế, ám sát Vệ Thanh trong lúc nàng mang thai... Dần dần, đức hạnh của nàng cảm hoá Thái hoàng thái hậu. Mẹ con Trần Kiều chuyển sang gièm pha với Thái hậu; sai Sở Phục dùng ngải mê hoặc Lưu Triệt; hạ độc Tử Phu điên loạn thần trí. Lưu Triệt xử tử Sở Phục, phế hậu rồi lập Tử Phu lên thay. Từ một cung nữ ở Bình Dương phủ, Tử Phu bước lên ngôi Hoàng hậu cao cao tại thượng, trở thành một hiền hậu hiếm có, được người đời ca tụng. Vài năm sau, nàng mắc bệnh tiểu đường, sinh Thái tử vô cùng khó khăn. Lưu Triệt đành phải nạp thiếp. Các phi tần vì tranh sủng mà hại mẫu tử Hoàng hậu. Nàng bị đồn tư thông với Đoàn Hoành, khiến Lưu Triệt mất lòng tin. Phu thê ngày càng xa cách, nàng toan dùng cái chết để minh oan. Lưu Triệt kịp thời tỉnh ngộ và giải oan cho nàng, tiếp tục cùng nhau sống hạnh phúc. Con cái: - Vệ Trưởng công chúa (衛長公主) - Chư Ấp công chúa (諸邑公主) - Thạch Ấp công chúa (石邑公主) - Hoàng thái tử Lưu Cứ (劉據) |
| Lâm Phong (林風)           | Hán Vũ Đế            | Lưu Triệt (劉徹)                                                   | Tuyên Thất điện (宣室殿) | Hán Vũ Đế (漢武帝) Hoàng đế thứ 7 của nhà Hán, túc trí đa mưu, văn võ song toàn, là vị quân chủ vĩ đại bậc nhất thời kỳ đầu Đế quốc Trung Hoa. Thời Hán Cảnh Đế, Lưu Vinh được phong Thái tử, ngoài ra còn có hơn 10 hoàng tử. Mẹ Lưu Triệt là Vương hoàng hậu (sau là Thái hậu), muốn con được kế vị nên cấu kết Quán Đào công chúa. Lưu Triệt thuận lợi trở thành Thái tử, đổi lại phải kết hôn với Trần Kiều - con gái Quán Đào. Lưu Triệt đăng cơ, lập Trần Kiều làm Hậu. Tuy nhiên việc triều chính luôn bị Thái hoàng thái hậu kiểm soát. Ở hậu cung, mẹ con Trần Kiều tác oai tác quái, không cho Lưu Triệt gần gũi phi tần. Anh không tiện phản kháng vì cả nể Quán Đào, cũng như Hoàng hậu luôn được Thái hoàng thái hậu bênh vực. Ngày nọ, anh đến thăm Bình Dương công chúa, gặp Vệ Tử Phu và hết mực sủng ái. Tử Phu trở thành tâm điểm bị hãm hại. Thái hoàng thái hậu băng, Trần Kiều đức hạnh kẻm cỏi, bị Lưu Triết phế, đày vào lãnh cung. Tử Phu được phong Hậu, trở thành thê tử danh chính ngôn thuận. Có được tình yêu của Tử Phu, anh lại không tin tưởng, nghi kị nàng có tư tình với Đoàn Hoành - trung thần của mình. Lý phu nhân bịa chuyện vu cáo, không lâu sau đột tử khiến anh càng nghi ngờ, do đó tống giam Đoàn Hoành, toan xử chết. Tử Phu dùng cái chết để minh oan, Lưu Triệt nhận ra tấm lòng của nàng nên tha cho Đoàn Hoành, cùng nàng chung sống hạnh phúc. |
| Từ Chính Khê (徐正溪)      | Nhân vật hư cấu      | Đoàn Hoành (段宏)                                                  | Thừa tướng phủ (丞相府) Bộc xạ phủ (仆射府) Hoài Nam phủ (淮南府) Trung úy phủ (中尉府)                                                                        | Thị vệ (侍衛) → Kỳ môn bộc xạ (祁门仆射) → Trung úy (中尉) Thanh mai trúc mã của Tử Phu. Thông minh cơ trí, mưu kế thâm sâu, nhưng lại rất si tình, vì Tử Phu mà không ngại hi sinh bản thân. Cùng Vệ Thanh là 2 trung thần được Lưu Triệt tin tưởng. Sau để lộ tâm tư với Tử Phu khiến Lưu Triệt nghi ngờ và cư xử hà khắc. Bị ép vào đường cùng, đành thú nhận tình cảm đơn phương của mình, suýt bị Lưu Triệt ban chết. Thành công rửa oan cho người mình yêu, nhưng bị chồng Sở Phục tấn công và trúng kịch độc, phải chặt đứt một tay để sống. |
| Châu Lệ Kỳ (洲麗淇)        | Bình Dương công chúa | Bình Dương công chúa (平阳公主)                                    | Bình Dương phủ (平阳府) Nhữ Âm phủ (汝陰府) Đại tướng quân phủ (大将军府)                                                                                      | Trưởng công chúa (長公主) Trưởng nữ của Hán Cảnh Đế. Chị Lưu Triệt. Nữ trung hào kiệt, ăn ngay nói thẳng, là người tiến cử Tử Phu cho Lưu Triệt. Yêu Vệ Thanh sâu sắc, vì hoàn cảnh mà nhiều năm không thành. Trải qua 3 đời chồng: đầu tiên là Bình Dương hầu, có con riêng bên ngoài là Tào Tương, làm phật lòng Công chúa. Vệ Thanh luôn bên cạnh an ủi, nàng nảy sinh tình cảm nhưng không vượt lễ. Phu quân qua đời, nàng vượt qua nỗi đau để yêu Vệ Thanh. Thái hậu ép anh từ chối để bảo vệ thanh danh con gái. Anh đành phụ Công chúa, lấy Thẩm Hà - thị nữ bên cạnh Tử Phu. Vì chuyện này mà nàng căng thẳng với Tử Phu suốt nhiều năm trời. Công chúa tái giá lấy Nhữ Âm hầu, bị bạo hành đủ kiểu. Lưu Triệt bãi bỏ hôn sự, trả tự do cho chị. Tào Tương bệnh nặng qua đời, nàng mất đi chỗ dựa nên tiến cử Lý phu nhân nhập cung. Vệ Thanh thú nhận ngày xưa bất đắc dĩ phụng mệnh Thái hậu, không liên quan đến Tử Phu. Công chúa lập tức giảng hòa, xin Đế-Hậu ban hôn cho Vệ Thanh. Họ chung sống thời gian ngắn thì Vệ Thanh qua đời. Nàng tiếp tục bảo vệ Tử Phu chống chọi cạm bẫy cung đình. Con cái: - Tào Tương (曹襄) (con riêng của Bình Dương hầu) |
| Thẩm Thái (沈蔡)           | Vệ Thanh             | Vệ Thanh (衛青) Tên ban đầu: Trịnh Thanh (鄭青)                    | Bình Dương phủ (平阳府) Kiến chương cung (建章宮) Đại tướng quân phủ (大将军府)                                                                                | Mã nô (马奴) → Cấp sự Kiến Chương doanh (给事建章营) → Kiến Chương giám (建章) → Thị trung (侍中) → Thái trung đại phu (太中大夫) → Xa kỵ tướng quân (车骑将军) → Đại tướng quân (大将军) → Đại tư mã Đại tướng quân (大司马大将军) Em cùng mẹ khác cha của Tử Phu. Hồi nhỏ lấy họ cha nên có tên Trịnh Thanh. Trong cơn loạn lạc, cha anh bỏ lại Tử Phu, anh quyết theo mẹ và chị, từ đó đổi sang họ "Vệ". Anh dũng thiện chiến, có tấm lòng thanh cao không vẩn đục. Thân với chị nên vô tình bị cuốn vào cuộc chiến hậu cung. Yêu Bình Dương công chúa, bị Thái hậu ngăn cản vì thanh danh của con. Bất đắc dĩ thành thân cùng Thẩm Hà. Vệ Thanh đánh trận, Thẩm Hà bị địch bắt nên tuẫn tiết trước mặt anh. Anh vô cùng ân hận, để tang vợ suốt thời gian dài. Thân thể hư nhược sau nhiều năm chinh chiến, không nỡ tái hôn cùng Công chúa. Công chúa hứa thay Thẩm Hà chăm sóc anh, Hỉ Nương và 3 người con riêng. Ít lâu sau qua đời, nhưng không hối tiếc vì có được chiến công lừng lẫy, gia đình êm ấm và khoảnh khắc ngọt ngào bên người mình yêu. |
| Lý Hân Thông (李欣聰)      | Thẩm thị             | Thẩm Hà (沈葭) Hoặc Thẩm Gia (chữ「葭」có 2 cách đọc là Hà và Gia) | Bình Dương phủ (平阳府) Dịch đình (掖庭) Lan Lâm điện (蘭林殿) Đại tướng quân phủ (大将军府)                                                                   | Bình Dương phủ ca nữ (平阳府歌女) → Dịch đình cung nữ (掖庭宮女) → Lan Lâm điện cung nữ (蘭林殿宮女) → Xa kỵ tướng quân phu nhân (车骑将军夫人) → Đại tướng quân phu nhân (大将军夫人) Vốn là ca nữ Bình Dương phủ, theo hầu và chăm sóc Tử Phu, tình như tỷ muội. Yêu Vệ Thanh, nhưng anh không đáp lại vì tương tư Bình Dương công chúa. Bị Thái hậu ép từ bỏ, anh xin ban hôn với Thẩm Hà trước mặt mọi người. Trong đêm động phòng, anh say xỉn gọi Công chúa, khiến Thẩm Hà đau khổ. Sinh 3 người con, Vệ Thanh vẫn chinh chiến sa trường, ít ở nhà bầu bạn. Nàng đến doanh trại thăm Vệ Thanh, bị địch bắt để uy hiếp đầu hàng, bèn hi sinh tính mạng để phu quân không khó xử. Cái chết của nàng khiến Công chúa vô cùng cảm phục. Con cái (về sau được Công chúa nhận nuôi): - Vệ Kháng (衛伉) - Vệ Bất Nghi (衛不疑) - Vệ Đăng (衛登) |
| Trịnh Viên Nguyên (郑苗芝) | Phế hậu Trần thị     | Trần Kiều (陳嬌)                                                   | Tiêu Phòng điện (椒房殿) Trường Môn cung (長門宮) | Hoàng hậu (皇后) → Phế hậu (廢後) Hoàng hậu đầu tiên của Lưu Triệt, con gái Quán Đào công chúa và cháu ngoại cưng của Thái hoàng thái hậu. Cậy gia thế hiển hách nên ngang ngược bá đạo, không xem ai ra gì, khiến Lưu Triệt chán ghét. Yêu Lưu Triệt sâu sắc nên đố kị, hạch sách Tử Phu. Tuy vậy, cô vốn không phải người hiểm ác, toàn bộ độc kế đều do một tay mẹ sắp đặt. Thái hoàng thái hậu băng, cô mất đi chỗ dựa, lại không có con nên vô cùng bất an. Nghe mẹ hiến kế, cô triệu Sở Phục vào cung, bỏ ngải vào thức ăn của Lưu Triệt rồi hạ độc Tử Phu, khiến nàng mất tự chủ, thất lễ với Thái hậu. Tử Phu suýt chết vì mẹ con Trần Kiều, Lưu Triệt đại nộ, toan xử tử cả 2. Nhờ Tử Phu xin giúp nên chỉ bị phế Hậu vị, giam vào lãnh cung. Vì vậy vô cùng cảm kích. Bệnh nặng nên thỉnh cầu Lưu Triệt đến gặp lần cuối. Lưu Triệt không đi, cô mang nặng tiếc nuối rồi ra đi trong lòng Tử Phu. |
| Miêu Hào Quân (苗皓鈞)     | Nhân vật hư cấu      | Viên Xu (爰樞)                                                     | | Chồng Sở Phục. Sau khi Sở Phục chết, y rắp tâm trả thù Tử Phu, Lưu Triệt và Đoàn Hoành. Để thực hiện kế hoạch, y đào tạo nhiều cô gái trẻ nhập cung (trong đó có Vương Tang và Vương Yến). Tỷ muội Vương thị thất bại, y tiếp tục trau dồi Lý thị, dạy ả bí quyết tranh sủng hậu cung, khiến Đế-Hậu bất hòa. Đầu độc Lý thị để giá họa Đoàn Hoành và Tử Phu, bị Lưu Triệt vạch mặt, phán xử trảm. Trước khi chết, y phóng trâm độc về phía Lưu Triệt. Đoàn Hoành đưa thân ra đỡ, bị đâm trúng tay, phải chặt trước khi độc lan để giữ mạng. |

### Người trong hoàng gia
| Diễn viên                 | Nhân vật lịch sử          | Vai diễn                             | Cư ngụ                                                               | Ghi chú |
| Trần Sa Lợi (陳莎莉)      | Hiếu Văn Đậu hoàng hậu    | Đậu thái hoàng thái hậu (竇太皇太后) | Trường Tín điện (長信殿)                                             | Thái hoàng thái hậu (太皇太后) Mẹ Hán Cảnh Đế và Quán Đào công chúa. Bà nội của Lưu Triệt, Bình Dương công chúa và bà ngoại của Trần Kiều. Chí cao vô thượng, thỉnh thoảng xen vào việc triều chính. Sau tin tưởng tài trị quốc của Lưu Triệt nên trao lại quyền hành. "Mắt mù nhưng tâm không mù" (tuổi cao mắt kém), trải qua nhiều sóng gió hậu cung nên thâm sâu khó lường. Sủng ái Trần Kiều nên có thành kiến với Tử Phu. Sau một lần tiếp xúc, nhận ra sự lương thiện của nàng, từ đó luôn âm thầm bảo vệ. Không trực tiếp ban thưởng, nhưng tán thành Lưu Triệt chuyên sủng và thăng vị cho nàng, khiến Trần Kiều bất mãn. Trước khi lâm chung, nhờ Tử Phu cứu mạng Trần Kiều vì đoán được cháu mình về sau sẽ làm chuyện vô đạo, rước họa vào thân. |
| Du Tiểu Phàm (俞小凡)     | Hiếu Cảnh Vương hoàng hậu | Vương thái hậu (王太后)              | Trường Tín điện (長信殿)                                             | Hoàng thái hậu (皇太后) Mẹ Lưu Triệt và Bình Dương công chúa. Thái hoàng thái hậu còn sống, bà thấp cổ bé họng, luôn phải nhẫn nhịn. Mẹ chồng vừa băng, bà liền dung túng ngoại thích, đặc biệt là người em trai Điền Phấn. Điền Phấn nhiễu loạn triều cương, Lưu Triệt căm phẫn, sai Đoàn Hành dùng mưu đối phó. Hiểu lầm là ý của Tử Phu, bà trở nên điêu ngoa, khắc nghiệt với nàng (một phần vì mẹ con Trần Kiều gièm pha). Đỉnh điểm, bà truất quyền nuôi con, khiến nàng mất tự chủ, ăn nói thiếu chừng mực (vốn đang bị trúng độc). Khó xử giữa mẹ và vợ, lại thêm quốc sự triền miên, Lưu Triệt đành ép Tử Phu nghe lời. Tử Phu bất mãn, Trần Kiều nhân cơ hội câu dẫn Hoàng thượng. Phát hiện độc kế của Trần Kiều, mẹ chồng-nàng dâu hóa giải hiềm khích. Tử Phu vô cùng hiếu thuận, thay bà thỉnh cầu phu quân nạp thiếp, giúp Đại Hán khai chi tán diệp. Không tác thành cho Vệ Thanh và Công chúa, sau thấy con bị bạo hành nên kích động, chết không nhắm mắt. |
| Liễu Ảnh Hồng (俞小凡)    | Quán Đào công chúa        | Lưu Phiêu (劉嫖)                     | Đường Ấp phủ (堂邑府)                                                | Quán Đào công chúa (馆陶公主), thường gọi Đậu Thái chủ (竇太主) Trưởng nữ của Hán Văn Đế và Thái hoàng thái hậu. Mẹ Trần Kiều, cô mẫu Lưu Triệt và Bình Dương công chúa. Thân phận hiển hách nên rất uy quyền, được tự do ra vào hậu cung. Có công phò trợ Lưu Triệt lên ngôi nên anh kiêng dè, hạn chế chống đối. Đạo đức bại hoại, thiên lý bất dung. Trần Kiều bị bà nhồi nhét nên tâm địa bất chính. Tuy vậy, bà luôn hết lòng vì con, một mực xin chết để con thoát tội. Trần Kiều nhờ Tử Phu xin tha cho mẹ. Bà không chết nhưng bị đày khỏi Trường An vĩnh viễn. |
| Lưu Vĩnh (劉永)           | Lưu An                    | Lưu An (刘安)                        | Hoài Nam phủ (淮南府)                                                | Hoài Nam Vương (淮南王) Cháu nội Hán Cao Tổ, anh họ Quán Đào công chúa. Âm mưu làm Hoàng đế nên cấu kết gian thần (bao gồm Nhữ Âm hầu và Điền Phấn). Trần Kiều bị giam lãnh cung, Quán Đào tiếp tay Lưu An mưu phản nhằm trả tự do cho con gái. Tuy nhiên mưu kế bất thành, Lưu An bị cấm túc khỏi Trường An, bèn lôi kéo Đoàn Hoành làm nội gián. Đoàn Hoành nhận lời, theo lệnh của Lưu Triệt, để tiếp tục theo dõi. Thời cơ chín muồi, anh cho bắt toàn bộ phe cánh của Lưu An. Lưu An điên loạn tự vẫn. |
| Từ Bằng Khải (徐鹏凯)     | Tào Thọ                   | Tào Thọ (曹時)                       | Bình Dương phủ (平阳府)                                              | Bình Dương hầu (平阳侯) Phu quân đầu tiên của Bình Dương công chúa. Tài năng có hạn, cư xử lại không khéo nên Lưu Triệt chán ghét. Tuy nhiên Công chúa vẫn tôn trọng phu quân mình. Công chúa không con, anh lén tư thông bên ngoài, sinh Tào Tương. Công chúa phẫn nộ nhưng vẫn nhận Tào Tương làm con, khiến anh vô cùng hổ thẹn. Bệnh nặng qua đời. Trước khi chết, nhờ Vệ Thanh bảo vệ thê tử vì với anh, "Công chúa là bảo bối quý giá nhất". |
| Dương Tử Giang (楊紫茳)   | Hạ Hầu Pha                | Hạ Hầu Pha (夏侯頗)                  | Nhữ Âm phủ (汝陰府)                                                  | Nhữ Âm hầu (汝陰侯) Phu quân thứ 2 của Bình Dương công chúa. Lòng dạ tiểu nhân, hạ tiện vô sỉ. Chiếm đoạt Công chúa bằng cách tung tin đồn tư thông với Vệ Thanh. Thái hậu sợ ảnh hưởng danh tiết của con nên cấm Vệ Thanh kề cận. Vệ Thanh lấy Thẩm Hà, Công chúa tuyệt vọng, đồng ý thành thân cùng Hạ Hầu Pha. Bản tính đê tiện của y dần lộ rõ khiến Công chúa kinh tởm, xa lánh. Y không biết hối cải, còn bạo hành Công chúa cả thể chất lẫn tinh thần. Sau cấu kết với Lưu An, bị Lưu Triệt phát hiện, toan xử trảm. Vệ Thanh vì bảo vệ thanh danh Công chúa nên đã xin tha. Y bị tước danh phận Phò mã, cả đời cấm không gặp Công chúa. |
| Vương Y (王禕)            | Vương phu nhân            | Vương Yến (王燕)                     | Dịch đình (掖庭) Phượng Hoàng điện (鳳凰殿) Tề quốc (齊国)           | Gia nhân tử (家人子) → Vương cơ (王姬) → Vương phu nhân (王夫人) → Tề Vương thái hậu (齊王太后) Phi tần của Lưu Triệt, do Tử Phu đích thân tuyển chọn. Nguyên là nội gián của Viên Xu, vào cung giúp y hại Tử Phu. Muốn con trai làm Thái tử, nhưng bị Lưu Cứ đoạt ngôi nên gièm pha Vệ gia, bao gồm Vệ Thanh và Hoắc Khứ Bệnh. Lộ dã tâm tranh ngôi Hoàng hậu nên 2 mẹ con bị đày sang Tề quốc. Con cái: - Tề vương Lưu Hoành. |
| Lỗ Giai Ni (魯佳妮)       | Không rõ                  | Khương Dung (姜柔)                   | Dịch đình (掖庭)                                                     | Gia nhân tử (家人子) → Khương cơ (姜姬) Phi tần của Lưu Triệt, do Tử Phu đích thân tuyển chọn. Sắp sửa thị tẩm thì Vương Yến bảo hỷ, Lưu Triệt chạy đi thăm mà quên mất Khương Dung. Toan hại Vương Yến hư thai, không ngờ "gậy ông đập lưng ông", trượt chân té gãy xương chậu, mất khả năng sinh con về sau. Tiếp tục mua chuộc cung nữ hạ độc thuốc an thai của Vương Yến, giá họa Tử Phu là chủ mưu, bị Đế-Hậu thẳng tay xử tử. |
| Trương Toan (張璇)        | Hiếu Vũ Lý hoàng hậu      | Lý phu nhân (李夫人)                 | Bình Dương phủ (平阳府) Phi Hương điện (披香殿)                      | Bình Dương phủ ca nữ (平阳府歌女) → Lý phu nhân (李夫人) Phi tần của Lưu Triệt. Cũng như Vương Yến, ả là nội gián của Viên Xu. Sở hữu vẻ đẹp nghiêng nước nghiêng thành, lại có mùi hương quyến rũ khiến Lưu Triệt mê đắm. Vừa đắc sủng đã mang thai nên xem thường Hoàng hậu. Vu oan Tử Phu đố kị, hãm hại long thai, thậm chí gièm pha nàng và Đoàn Hoành quan hệ bất chính, khiến Lưu Triệt thêm nghi kị. Không ngờ bản thân là con cờ để Viên Xu lợi dụng. Sau bị y giết hại dã man, một xác hai mạng. |
| Tống Văn Gia (宋文嘉)     | Không rõ                  | Từ Ly phu nhân (徐離夫人)            | Tăng Thành điện (增城殿)                                             | Từ Ly phu nhân (徐離夫人) Phi tần của Lưu Triệt, quan hệ tốt với Tử Phu. Bị Trần Kiều uy hiếp huynh trưởng nên nhận lời đầu độc Tử Phu. Sau Lưu Triệt xử tử tất cả những ai có liên quan, cô sợ tội tự vẫn, nhờ Tử Phu cứu giúp nên bình an vô sự. |
| Triệu Phỉ (趙菲)          | Không rõ                  | Giả mỹ nhân (賈美人)                 |                                                                      | Giả mỹ nhân (賈美人) Phi tần của Lưu Triệt, hay nịnh nọt Trần Kiều, gièm pha Tử Phu. Sau nhận ra đức hạnh của nàng nên dần có thiện cảm. |
| Vương Manh Lê (王萌黎)    | Không rõ                  | Diêu cơ (姚姬)                       |                                                                      | Diêu cơ (姚姬) Phi tần của Lưu Triệt, hay nịnh nọt Trần Kiều, gièm pha Tử Phu. Sau nhận ra đức hạnh của nàng nên dần có thiện cảm. |
| Địch Uyển Văn (狄琬雯)    | Không rõ                  | Vân cơ (妘姬)                        |                                                                      | Vân cơ (妘姬) Phi tần của Lưu Triệt, quan hệ tốt với Tử Phu. Thái hậu cách ly Tử Phu khỏi 3 công chúa. Cô giúp họ gặp nhau thì bị Thái hậu ngăn cản. |
| Vương Khiết Hy (王潔曦)   | Không rõ                  | Đằng cơ (滕姬)                       |                                                                      | Đằng cơ (滕姬) Phi tần của Lưu Triệt, quan hệ tốt với Tử Phu. |
| Triệu Chi Ngọc (趙芝玉)   | Không rõ                  | Dư cơ (余姬)                         |                                                                      | Dư cơ (余姬) Phi tần của Lưu Triệt, quan hệ tốt với Tử Phu. |
| Từ Tây (徐茜)             | Không rõ                  | Mạnh cơ (孟姬)                       |                                                                      | Mạnh cơ (孟姬) Phi tần của Lưu Triệt. |
| Lâm Bân (林斌)            | Triệu tiệp dư             | Triệu cơ (趙姬)                      | Câu Dặc điện (钩弋殿)                                                | Triệu cơ (趙姬) Phi tần của Lưu Triệt. |
| Vương Chân (王禛)         | Không rõ                  | Tiết Mi (薛湄)                       |                                                                      | Gia nhân tử (家人子) → Tiết cơ (薛姬) Phi tần của Lưu Triệt, do Tử Phu đích thân tuyển chọn. |
| Sương Mộng Giai (湯夢佳)  | Không rõ                  | Dương Tố Phương (楊素芳)             |                                                                      | Gia nhân tử (家人子) → Dương cơ (楊姬) Phi tần của Lưu Triệt, do Tử Phu đích thân tuyển chọn. |
| Lê Quyên (黎涓)           | Không rõ                  | Nhuế cơ (芮姬)                       | Bắc cung (北宮)                                                      | Nhuế cơ (芮姬) Phi tần của Hán Văn Đế. Nguyên là cung nữ hầu hạ Đậu hoàng hậu (sau là Thái hoàng thái hậu). Đậu hoàng hậu hại hư thai nên thần trí điên loạn, bị giam vào lãnh cung. Về sau Đậu hoàng hậu ân hận nên nhiều năm hậu đãi. Tử Phu vào cung, bà chỉ dạy quy củ, không may bị Quán Đào công chúa hạ độc để giá họa Tử Phu. Điều này khiến Thái hoàng thái hậu bất bình, nhưng buộc che giấu cho cốt nhục. |
| Hà Tâm Viên (何心圓)      | Vệ Trưởng công chúa       | Vệ Trưởng công chúa (衛長公主)       | Lan Lâm điện (蘭林殿) Trường Tín điện (長信殿) Lan Lâm điện (蘭林殿) | Hoàng trưởng nữ (皇長女) → Vệ Trưởng công chúa (衛長公主) Trưởng nữ của Lưu Triệt và Tử Phu. Là con đầu lòng nên rất được Lưu Triệt sủng ái, phong Vệ Trưởng công chúa (tức "Trưởng công chúa của Vệ thị"). Cùng 2 người em bị Thái hậu cách ly khỏi mẹ. Sau án Vu cổ mới được đón về Lan Lâm điện. |
| Khâu Ngọc Đình (邱鈺渟)   | Chư Ấp công chúa          | Chư Ấp công chúa (諸邑公主)          | Lan Lâm điện (蘭林殿) Trường Tín điện (長信殿) Lan Lâm điện (蘭林殿) | Hoàng nhị nữ (皇二女) → Chư Ấp công chúa (諸邑公主) Con gái thứ 2 của Lưu Triệt và Tử Phu. Bị Thái hậu cách ly khỏi mẹ. Sau án Vu cổ mới được đón về Lan Lâm điện. |
| Tôn Linh (宗靈)           | Thạch Ấp công chúa        | Thạch Ấp công chúa (石邑公主)        | Lan Lâm điện (蘭林殿) Trường Tín điện (長信殿) Lan Lâm điện (蘭林殿) | Hoàng tam nữ (皇三女) → Thạch Ấp công chúa (石邑公主) Con gái thứ 3 Lưu Triệt và Tử Phu. Vừa ra đời thì miếu Cao Tổ bốc cháy, bị mẹ con Trần Kiều mỉa mai là "tai tinh giáng thế". Bị Thái hậu cách ly khỏi mẹ. Sau án Vu cổ mới được đón về Lan Lâm điện. |
| Huỳnh Kính Nhiễm (黃敬冉) | Lưu Cứ                    | Lưu Cứ (劉據)                        | Tiêu Phòng điện (椒房殿)                                             | Hoàng trưởng tử (皇長子) → Hoàng thái tử (皇太子) Con trai cả của Lưu Triệt và Tử Phu, cũng là con trai út và duy nhất của nàng. Bản tính ôn hòa, lại là Đích trưởng tử nên rất được Lưu Triệt sủng ái. Bị tỷ muội Vương Yến giá họa đánh Lưu Hoành trọng thương, khiến Lưu Triệt giận dữ. Tuy nhiên, Lưu Triệt sớm nhận ra oan ức của con nên sách phong Thái tử. |
| Vương Thích Khải (王澤楷) | Lưu Hoành                 | Lưu Hoành (劉閎)                     | Phượng Hoàng điện (鳳凰殿) Tề quốc (齊国)                            | Hoàng nhị tử (皇二子) → Tề Hoài vương (齊懷王) Con trai thứ 2 của Lưu Triệt, mẹ là Vương Yến. Còn nhỏ đã bị lợi dụng tranh sủng, mưu quyền đoạt vị. Lưu Triệt sợ lớn lên sinh dã tâm nên phong tước Tề vương, đày 2 mẹ con đến Tề quốc sinh sống, về cơ bản tước quyền kế vị. |
| Trần Bác Nghệ (陳博藝)    | Tào Tương                 | Tào Tương (曹襄)                     | Bình Dương phủ (椒房殿) Nhữ Âm phủ (汝陰府) Bình Dương phủ (椒房殿)  | Bình Dương hầu (平阳侯) Con riêng của Tào Thọ và nữ nhân khác. Tào Thọ tư thông, Thái hậu và Lưu Triệt suýt đày 2 cha con đến biên cương, song Bình Dương công chúa xin giúp, còn nhận làm con rồi hết mực thương yêu bảo hộ. Lưu Triệt bất đắc dĩ thừa nhận là con cháu Hán thất. Lớn lên thừa chức Bình Dương Hầu, kết hôn với Vệ Trưởng công chúa. Vài năm sau bệnh nặng qua đời. |
| Không rõ                  | Lưu Phi                   | Lưu Phi (刘非)                       | Giang Đô phủ (江都府)                                                | Giang Đô Vương (江都王) Con trai Hán Cảnh Đế. Anh cùng cha khác mẹ của Lưu Triệt và Bình Dương công chúa. Một lần vào cung, thấy Hàn Yên ngồi xe Thừa Phó đi giữa Chí Đạo (đường dành riêng cho Hoàng đế, bách quan chư hầu chỉ được đi hai bên), tưởng Lưu Triệt nên quỳ xuống hành lễ. Bị Hàn Yên cười mỉa rồi bỏ đi nên bất mãn, bẩm lên 2 vị Thái hậu. |
| Từ Hoan (徐歡)            | Lưu Thiên                 | Lưu Thiên (劉遷)                     | Hoài Nam phủ (淮南府)                                                | Hoài Nam Vương tử (淮南王子) Con trai Lưu An. Dẫn binh đến Trường An mưu phản, bị Lưu Triệt chém đầu. |

### Nhân vật khác
| Diễn viên                 | Nhân vật lịch sử | Vai diễn                                    | Ghi chú |
| Lý Mỹ Tuệ (李美慧)        | Nhân vật hư cấu  | Lệ Cơ (麗姬)                                | Hoài Nam phủ ca nữ (淮南府歌女) → Trung úy phu nhân (中尉夫人) → Dân phụ (民妇) Nguyên là ca nữ Hoài Nam phủ, ngưỡng mộ Đoàn Hoành nên tình nguyện giúp đỡ. Lưu An tự vẫn, những người có liên quan bị dụng hình điều tra. Đoàn Hoành vì muốn trả ơn nên giấu cô trong cung, bị Lưu Triệt phát hiện, bèn nói dối là đã "vượt lễ tiết". Lưu Triệt nghe vậy liền ban hôn cho 2 người. Một năm sau, Đoàn Hoành còn yêu Tử Phu nên quyết ly hôn để cô có cuộc sống mới. Cô tái giá lấy người khác. Phu quân sau bị Viên Xu uy hiếp, cô bất đắc dĩ vào cung vu oan Tử Phu và Đoàn Hoành. |
| Trịnh Tư Nhân (鄭斯仁)    | Hàn Yên          | Hàn Yên (薛湄)                              | Đại phu (大夫) Bạn thuở nhỏ của Lưu Triệt. Vây cánh của Quán Đào công chúa trên triều. Ngày xưa được Lưu Triệt hứa không giết. Lợi dụng điểm này, y mặc sức làm chuyện vô sỉ: cấu kết mẹ con Hoàng hậu, hãm hại Vệ Thanh, cưỡng bức cung nữ, sỉ nhục hoàng thân quốc thích. Nhân lúc Thái hậu hạch tội, Lưu Triệt "phụng lệnh của mẹ", chém chết Hàn Yên bằng thanh kiếm y mua chuộc. |
| Bành Hạo Phong (張亞希)   | Nhân vật hư cấu  | Dịch Hàn (易寒) Tên thật: Nguyên Quỳ (元逵) | Bình Dương phủ trù phòng quản sự (平阳府厨房管事) → Dịch đình trù sư (掖庭厨师) → Lan Lâm điện trù phòng quản sự (蘭林殿厨房管事) → Tiêu Phòng điện trù phòng quản sự (椒房殿厨房管事) Nhiều năm trước lỡ tay giết sư huynh trong lúc tự vệ, bị người khác bắt gặp nên bỏ trốn rồi đổi tên Dịch Hàn. Được Tử Phu (hồi nhỏ) cứu đói nên dạy nàng lẽ sống bằng 6 chữ "không tranh, không hiện, không lộ". Sau trở thành đầu bếp Bình Dương phủ, rồi cùng Thẩm Hà, Hỉ Nương vào cung hầu hạ Tử Phu. Luôn âm thầm bảo vệ nàng, được nàng xem như người thân. Trương Thang điều tra vụ án năm xưa, giam Dịch Hàn vào ngục. Nhân lúc Vệ Thanh thắng trận, Lưu Triệt đại xá thiên hạ, miễn tội cho ông. Ông tiếp tục tương trợ và chăm sóc Tử Phu. |
| Sá Uy (沙威)              | Nhân vật hư cấu  | Hỉ Nương (喜娘)                             | Bình Dương phủ quản gia (平阳府管家) → Dịch đình cung nhân (掖庭宮人) → Lan Lâm điện chưởng quản (蘭林殿掌管) → Xa kỵ tướng quân nhạc mẫu (车骑将军岳母) → Đại tướng quân nhạc mẫu (大将军岳母) → Đại tư mã Đại tướng quân nhạc mẫu (大司马大岳母) Mẹ Thẩm Hà. Vốn là quản gia ở Bình Dương phủ, cùng Thẩm Hà, Dịch Hàn vào cung hầu hạ Tử Phu. "Khẩu xà tâm phật", nói năng bốp chát nhưng bản tính lương thiện, luôn bênh vực Tử Phu, được nàng xem như người thân. Sau theo Thẩm Hà đến phủ Vệ Thanh. Thẩm Hà mất, bà được Bình Dương công chúa săn sóc như mẹ ruột. |
| Trương Á Hi (張亞希)      | Hoắc Khứ Bệnh    | Hoắc Khứ Bệnh (霍去病)                      | Thị trung (侍中) → Quan Quân hầu (冠军侯) → Phiêu kị tướng quân (骠骑将军) → Đại tư mã (大司马) Con trai Vệ Thiếu Nhi, cháu của Tử Phu và Vệ Thanh. Tử Phu thường xuyên la rầy vì quan tâm đến cậu. Là một đại anh hùng như Vệ Thanh, nhưng cũng rất hiếu thắng. Lập nhiều chiến công hiển hách, làm rạng danh Vệ gia. Chỉ điểm dã tâm của tỷ muội Vương Yến, khiến cả 2 bị trừng trị. Qua đời vì đột quỵ, được Lưu Triệt an táng trọng thể. |
| Vương Thụy Tử (王瑞子)    | Nhân vật hư cấu  | Vương Tang (王桑)                           | Gia nhân tử (家人子) → Dân nữ (民女) Chị Vương Yến, nội gián của Viên Xu. Dung mạo xinh đẹp, tham gia tuyển Gia nhân tử mà không được chọn, đành lấy cớ vào cung thăm em để khơi mào sóng gió (Viên Xu cố tình chỉ Vương Yến cách ghi điểm để được chọn). Miệng lưỡi chua ngoa, lòng dạ nham hiểm. Đả thương Lưu Hoành để vu oan Lưu Cứ, giúp cháu giành ngôi Thái tử. Mưu kế không thành nên gièm phe Hoàng hậu có tư tình, nói xấu Vệ gia, sỉ nhục Hoắc Khứ Bệnh. Lưu Triệt dùng kế nhử ả lộ dã tâm, rồi xử trảm tại chỗ mặc cho Vương Yến gào khóc. |
| Thân Phi Phàm (申非凡)    | Nhân vật hư cấu  | Vương Phúc (王福)                           | Em trai Vương Tang và Vương Yến. Xích mích với Hoắc Khứ Bệnh, bị cậu đánh trọng thương. Vương Yến buộc tạ tội vì sợ gia thế của Hoàng hậu. Sau Khứ Bệnh cũng chân thành xin lỗi. |
| Trịnh Thứ Phong (鄭恕峰)  | Điền Phấn        | Điền Phấn (田蚡)                            | Vũ An hầu (武安侯) → Thái úy (太尉) → Thừa tướng (丞相) Em cùng mẹ khác cha của Thái hậu, cửu phụ Lưu Triệt và Bình Dương công chúa. Vốn là phe cánh của Lưu An, cậy Thái hậu chống lưng nên mưu đồ tạo phản, nhiễu loạn triều cương. Hại Đậu Anh và Quán Phu chết thảm, bị Đoàn Hoành hù dọa đến thần hồn nát thần tính, sau chết vì sợ hãi quá độ. |
| Khuất Cương (屈剛)        | Đậu Anh          | Đậu Anh (竇嬰)                              | Thừa tướng (丞相) Thân nhân của Thái hoàng thái hậu. Là vị trung thần hiếm có, từng phò trợ Lưu Triệt lên ngôi, được anh hết mực cảm kích. Bị Điền Phấn vu hại. Lưu Triệt muốn minh oan, nhưng ông một mực xin chết để gian thần nới lỏng cảnh giác, tạo điều kiện cho Lưu Triệt điều tra. |
| Tống Tinh Thành (宋星成)  | Quán Phu         | Quán Phu (灌夫)                             | Võ phu (武夫) Trung thần của Lưu Triệt. Biết được âm mưu của Điền Phấn, trong lúc say rượu lỡ miệng xúc phạm, bị y giam ngục nên cùng quẫn tự vẫn. Toàn bộ người nhà đều bị Điền Phấn giết hại. |
| Vương Húc Thăng (王旭升)  | Trương Thang     | Trương Thang (張湯)                         | Ngự sử đại phu (御史大夫) Chịu trách nhiệm điều tra các vụ án. Lạnh lùng khắc nghiệt, khiến nghi phạm khiếp sợ. Vì muốn lập công, trong lúc điều tra án Vu cổ, y thực hiện chủ trương "thà giết nhầm còn hơn bỏ sót", khiến hàng trăm phi tần và cung nữ sợ hãi tự tận. Cũng chính y cãi lệnh Tử Phu giải Dịch Hàn vào ngục. |
| Trần Vệ Quốc (陳衛國)     | Lý Quảng         | Lý Quảng (李廣)                             | Võ tướng (武將) Thần tử của Lưu Triệt, cùng Vệ Thanh tham gia đánh trận. |
| Kim Tinh Quang (金星光)   | Công Tôn Ngao    | Công Tôn Ngao (公孫敖)                      | Võ tướng (武將) Thần tử của Lưu Triệt, cùng Vệ Thanh tham gia đánh trận. |
| Huỳnh Tiểu Qua (黃小戈)   | Sở Phục          | Sở Phục (楚服)                              | Vu nữ (巫女) Hành nghề bán độc dược nhiều năm. Phụng mệnh Trần Kiều chế tạo ngải mê hoặc Lưu Triệt, dùng độc ám sát Tử Phu, vu oan nàng là yêu nghiệt hại người già, trẻ nhỏ khiến Thái hậu xa lánh... Bị trảm khi đang mang thai nên Viên Xu hận Đế-Hậu sâu sắc (không ai biết về cái thai trừ Viên Xu). |
| Quách Tấn Đông (郭晉東)   | Nhân vật hư cấu  | Mộ Dung Phượng (慕容鳳)                     | Sư đệ của Sở Phục và Viên Xu. Dạy Lý phu nhân dùng mê hương câu dẫn Lưu Triệt, tham gia kế hoạch mưu hại Đế-Hậu... Chết trong lúc chống cự Đoàn Hoành và Dịch Hàn. |
| Hứa Cảnh Côn (許璟錕)     | Vệ Trường Quân   | Vệ Trường Quân (衛長君)                     | Thị trung (侍中) Huynh trưởng Tử Phu và Vệ Thanh. Tử Phu đắc sủng, anh và Vệ Thanh được phong thưởng, còn ân chuẩn vào cung thăm em gái. |
| Huỳnh Lê Minh (耿黎明)    | Vệ Quân Nhụ      | Vệ Quân Nhụ (衛君孺)                        | Chị Tử Phu và Vệ Thanh. Tử Phu đắc sủng, cô được ân chuẩn vào cung thăm em gái. |
| Lưu Tư Tư (劉斯斯)        | Vệ Thiếu Nhi     | Vệ Thiếu Nhi (衛少兒)                       | Chị Tử Phu và Vệ Thanh. Mẹ Hoắc Khứ Bệnh. Tử Phu đắc sủng, cô được ân chuẩn vào cung thăm em gái. |
| Thượng Tây (尚茜)         | Vệ Ẩu            | Vệ Ẩu (衛媼)                                | Mẹ Tử Phu, Trường Quân, Quân Nhụ, Thiếu Nhi và Vệ Thanh. Sinh con cho nhiều phu quân khác nhau nên đặt tất cả họ "Vệ". Là một dân phụ hàn vi, nhưng tuân thủ lẽ sống "nghèo cho sạch, rách cho thơm", dạy con phải biết hài lòng với cuộc sống, có đói khát cũng không nảy sinh lòng tham. Vì vậy các con của bà luôn thanh bạch, giản dị. |
| Nhậm Trung Nghĩa (任忠義) | Trịnh Quý        | Trịnh Quý (鄭季)                            | Cha Vệ Thanh. Cha dượng của Tử Phu, Trường Quân, Quân Nhụ và Thiếu Nhi. Vệ Ẩu tái giá, đem theo 4 người con của chồng trước. Y luôn ngược đãi Tử Phu và các con riêng của vợ. Trong lúc di dân, y xem bói thấy Tử Phu là khắc tinh nên đòi bỏ lại. Vệ Ẩu không nghe, quyết chọn con gái. Vệ Thanh theo mẹ và các anh chị, từ đó mất liên lạc với cha. |
| Hứa Tuấn Hiên (許俊軒)    | Vệ Kháng         | Vệ Kháng (衛伉)                             | Con trai cả của Vệ Thanh và Thẩm Hà. Sau khi Thẩm Hà mất, cùng 2 người em được Bình Dương công chúa nhận nuôi. |
| Trần Dật Triết (陳溢哲)   | Vệ Bất Nghi      | Vệ Bất Nghi (衛不疑)                        | Con trai thứ 2 của Vệ Thanh và Thẩm Hà. Sau khi Thẩm Hà mất, được Bình Dương công chúa nhận nuôi. |
| Huỳnh Kính Hiên (黃敬軒)  | Vệ Đăng          | Vệ Đăng (衛登)                              | Con trai út của Vệ Thanh và Thẩm Hà. Sau khi Thẩm Hà mất, được Bình Dương công chúa nhận nuôi. |
| Không rõ                  | Nhân vật hư cấu  | Đoàn Trung (段忠)                           | Cha Đoàn Hoành. Nhiều năm trước cứu đói gia đình Tử Phu, được nàng hết mực mang ơn. Thất lạc nhiều năm, Đoàn Hoành muốn tìm cha nhưng phải đến Hoài Nam quốc làm nội gián. Lưu Triệt thay anh tìm, đến khi gặp thì ông đang hấp hối, vài hôm sau qua đời. Lưu Triệt không báo Đoàn Hoành về chịu tang vì muốn anh hoàn thành sứ mệnh. Tử Phu vì cái chết của ông mà oán trách Lưu Triệt, khiến anh tổn thương sâu sắc. |
| Trương Gia Hựu (張嘉佑)   | Nhân vật hư cấu  | Bạch Mân (白旻)                             | Bạo Thất Thừa (暴室丞) Thái giám thân cận của Lưu Triệt. Rất trung thành với Tử Phu. Nguyện chịu phạt để bao che cho nàng. |
| Hồ Quắc Hùng (胡幗雄)     | Nhân vật hư cấu  | Phàn Nương (太醫)                           | Dịch đình chưởng quản (掖庭掌管) Chưởng quản Dịch đình. Được mẹ con Trần Kiều mua chuộc nên giết Nhuệ Cơ, vu oan Tử Phu. Sau bị Quán Đào công chúa uy hiếp con trai nên đành nhận hết tội lỗi, bị Thái hoàng thái hậu xử tử. |
| Quách Lôi (郭蕾)          | Nhân vật hư cấu  | Thu Bình (秋萍)                             | Trường Tín điện cung nữ (長信殿宮女) Cung nữ hầu hạ Thái hoàng thái hậu. |
| Lý Bái Thu (李沛秋)       | Nhân vật hư cấu  | Thúy Nhi (翠兒)                             | Trường Tín điện cung nữ (長信殿宮女) Cung nữ hầu hạ Thái hậu. Có liên quan đến án Vu cổ nên bị xử tử. |
| Dương Hương Ngọc (楊香玉) | Nhân vật hư cấu  | Xuân Lăng (春菱)                            | Tiêu Phòng điện cung nữ (椒房殿宮女) Cung nữ hầu hạ Trần Kiều. Có liên quan đến án Vu cổ nên bị xử tử. |
| Trương Đằng (張騰)        | Nhân vật hư cấu  | Minh Nguyệt (明月)                          | Lan Lâm điện cung nữ (蘭林殿宮女) → Tiêu Phòng điện cung nữ (椒房殿宮女) Cung nữ hầu hạ Tử Phu. Sau Thẩm Hà xuất giá, cô trở thành cung nữ thân cận. |
| Kha Mộng Thanh (柯夢青)   | Nhân vật hư cấu  | Kỳ Hồng (綺紅)                              | Dịch đình cung nữ (掖庭宮女) Cung nữ hầu hạ Vương Yến. Bị Khương Dung mua chuộc bỏ hồng hoa vào thuốc an thai, hại Vương Yến xuất huyết. Thành tâm nhận tội nên được tha chết. |
| Nhạc Tống Lĩnh (岳俊嶺)   | Nhân vật hư cấu  | Thường tổng quản (常總管)                   | Bình Dương phủ tổng quản (平阳府總管) Tổng quản Bình Dương phủ. |
| La Mỹ Quân (羅美君)       | Nhân vật hư cấu  | Tư Hà (思荷)                                | Bình Dương phủ cung nữ (平阳府宮女) → Nhữ Âm phủ cung nữ (汝陰府宮女) → Đại tướng quân phủ cung nữ (大将军府宮女) Cung nữ hầu hạ Bình Dương công chúa. |
| Diệp Tuyền (葉璇)         | Nhân vật hư cấu  | Tiểu Nhạn (小雁)                            | Nhạn Xá quản sự (雁舍管事) Chủ nhà trọ "Nhạn xá" - dành cho khách tha hương, lạc lối. Vai khách mời, xuất hiện ở tập cuối, sau khi Đoàn Hoành xuất cung đã tá túc chỗ cô. |

## Nhạc phim
1. [Phía sau giang sơn] - Lâm Phong (nhạc mở đầu)[5]
2. [Thủ vệ] - Lâm Phong (nhạc cuối phim)[6]
3. [Có người tình yêu của ta mới trọn vẹn] - Châu Lệ Kỳ & Nhậm Hiền Tề[7]